# 59. ročník udílení cen Emmy
59. ročník udílení cen Emmy oceňující nejlepší televizní počiny v období od 1. června 2006 do 31. května 2007, se konal dne 16. září 2007 ve Shrine Auditorium v Los Angeles. Přímý přenos vysílala televizní stanice CBS a moderoval Ryan Seacrest. Nominace oznámili Jon Cryer a Kyra Sedgwick 19. července.

## Vítězové a nominovaní
Vítězi jsou uvedeni jako první a vyznačeni tučně.

### Pořady
| Nejlepší komediální seriál | Nejlepší dramatický seriál |
| --- | --- |
| - Studio 30 Rock (NBC) - Kancl (NBC) - Vincentův svět (HBO) - Kancl (NBC) - Dva a půl chlapa (CBS)                                                                                                 | - Rodina Sopránů (HBO) - Kauzy z Bostonu (ABC) - Chirurgové (ABC) - Hrdinové (NBC) - Dr. House (Fox) |
| Nejlepší zábavný pořad | Nejlepší zábavný speciál |
| - The Daily Show with Jon Stewart (Comedy Central) - The Colbert Report (Comedy Central) - Noční show Davida Lettermana (CBS) - Noční show Conana O'Briena (NBC) - Real Time with Bill Maher (HBO) | - Tony Bennett: An American Classic (NBC) - Comedy Central Roast of William Shatner (Comedy Central) - Great Performances (díl: „Tribute to James Taylor“) (PBS) - The Kennedy Center Honors (CBS) - Lewis Black: Red, White, and Screwed (HBO) - Wanda Sykes: Sick and Tired (HBO) |
| Nejlepší televizní film | Nejlepší minisérie |
| - Mé srdce pohřběte u Wounded Knee (HBO) - 11. září (Discovery Channel) - Longford (HBO) - The Ron Clark Story (TNT) - Rtěnka (Lifetime)                                                           | - Prolomená stezka (AMC) - Hlavní podezřelý: Poslední případ (PBS) - Odložená žena (USA) |
| Nejlepší soutěžní pořad | |
| - Amazing Race: O milion kolem světa (CBS) - American Idol (Fox) - Dancing with the Stars (ABC) - Heidi Klum: svět modelingu (Bravo) - Top Chef (Bravo)                                            | |

### Herectví

#### Hlavní role
| Nejlepší herec v komediálním seriálu | Nejlepší herečka v komediálním seriálu |
| --- | --- |
| - Ricky Gervais jako Andy Milman v seriálu Komparz (díl: „Sir Ian McKellen“) - Alec Baldwin jako Jack Donaghy v seriálu Studio 30 Rock (díl: „Hiatus") (NBC) - Steve Carell jako Michael Scott v seriálu Kancl (díl: „Business School") (NBC) - Tony Shalhoub jako Adrian Monk v seriálu Můj přítel Monk (díl: „Mr. Monk Gets a New Shrink") (USA) - Charlie Sheen jako Charlie Harper v seriálu Dva a půl chlapa (díl: „Who's Vod Kanockers?") (CBS) | - America Ferrera jako Betty Suarez v seriálu Ošklivka Betty (díl: „Pilot“) (ABC) - Tina Fey jako Liz Lemon v seriálu Studio 30 Rock (díl: „UppAll Night") (NBC) - Julia Louis-Dreyfus jako Christine Campbell v seriálu Nové trable staré Christine (díl: „Playdate with Destiny") (CBS) - Mary-Louise Parker jako Nancy Botwin v seriálu Tráva (díl: „Mrs. Botwin's Neighborhood") (Showtime) - Felicity Huffmanová jako Lynette Scavo v seriálu Zoufalé manželky (díl: „Bang“) (ABC)                                                                                     |
| Nejlepší herec v dramatickém seriálu | Nejlepší herečka v dramatickém seriálu |
| - James Spader jako Alan Shore v seriálu Kauzy z Bostonu (díl: „Angel of Death“) (ABC) - James Gandolfini jako Tony Sopranu v seriálu Rodina Sopránů (díl: „The Second Coming“ (HBO) - Denis Leary jako Tommy Gavin v seriálu Zachraň mě (díl: „Retards“ (FX) - Kiefer Sutherland jako Jack Bauer v seriálu 24 hodin (díl: „Day 6: 5:00 a.m.“) (Fox) - Hugh Laurie jako Gregory House v seriálu Dr. House (díl: „ Half-Wit) (Fox)                     | - Sally Fieldová jako Nora Walker v seriálu Bratři a sestry (díl: „Mistakes Were Made, Part 2“) (ABC) - Mariska Hargitay jako Olivia Benson v seriálu Zákon a pořádek: Útvar pro zvláštní oběti (díl: „Florida") (NBC) - Kyra Sedgwick jako Brenda Leigh Johnson v seriálu Closer (díl: „Slippin") (TNT) - Minnie Driver jako Dahlia Malloy v seriálu Invaze buranů (díl: „Pilot“) (FX) - Patricia Arquette jako Allison DuBois v seriálu Medium (díl: „Be Kind, Rewind“) (NBC) - Edie Falco jako Carmela Soprano v seriálu Rodina Sopránů (díl: „The Second Coming“) (HBO) |
| Nejlepší herec v minisérii nebo televizním filmu | Nejlepší herečka v minisérii nebo televizním filmu |
| - Robert Duvall jako Prentice "Print" Ritter v minisérii Prolomená stezka (AMC) - Jim Broadbent jako Lord Longfordon v televizním filmu Longford (HBO) - William H. Macy jako Clyde Umney / Sam Landry v minisérii Nightmares & Dreamscapes: From the Stories of Stephen King (TNT) - Matthew Perry jako Ron Clark v televizním filmu The Ron Clark Story (TNT) - Tom Selleck jako Jesse Stone v televizním filmu Jesse Stone: Radikální změna (CBS)  | - Helen Mirren jako Jane Tennison v minisérii Hlavní podezřelý: Poslední případ (PBS) - Queen Latifah jako Ana Wallace v televizním filmu Životní poslání (HBO) - Debra Messing jako Molly Kagan v minisérii Odložená žena (USA) - Mary-Louise Parker jako Zenia Arden v televizním filmu Loupení jehňátek (Oxygen) - Gena Rowlands jako Melissa Eisenbloom v televizním filmu Rtěnka (Lifetime) |

#### Vedlejší role
| Nejlepší herec ve vedlejší role v komediálním seriálu | Nejlepší herečka ve vedlejší role v komediálním seriálu |
| --- | --- |
| - Jeremy Piven jako Ari Gold v seriálu Vicentův svět (díl: „Manic Monday“) (HBO) - Jon Cryer jako Alan Harper v seriálu Dva a půl chlapa (díl: „Repeated Blows to His Unformed Head") (CBS) - Kevin Dillon jako Johnny „Drama” Chase v seriálu Vincentův svět (díl: „The Resurrection“) (HBO) - Neil Patrick Harris jako Barney Stinson v seriálu Jak jsem poznal vaši matku (díl: „Showdown") (CBS) - Rainn Wilson jako Dwight Schrute v seriálu Kancl (díl: „The Coup") (NBC)                                                                                         | - Jaime Pressly jako Joy Turner v seriálu Jmenuju se Earl (díl: „Jump for Joy“) (NBC) - Conchata Ferrell jako Berta v seriálu Dva a půl chlapa (díl: „Repeated Blows to His Unformed Head") (CBS) - Jenna Fischer jako Pam Beesly v seriálu Kancl (díl: „The Job") (NBC) - Elizabeth Perkins jako Celia Hodes v seriálu Tráva (díl: „Pittsburgh“) - Holland Taylor jako Evelyn Harper v seriálu Dva a půl chlapa (díl: „The Sea Is a Harsh Mistress“) (CBS) - Vanessa Williams jako Wilhelmina Slater v seriálu Ošklivka Betty (díl: „Dont Ask, Don't Tell") (ABC)                 |
| Nejlepší herec ve vedlejší roli v dramatickém seriálu | Nejlepší herečka ve vedlejší roli v dramatickém seriálu |
| - Terry O'Quinn jako John Locke v seriálu Ztraceni (díl: „The Man from Tallahassee“) (ABC) - Michael Imperioli jako Christopher Moltisanti v seriálu Rodina Sopránů (díl: „Walk Like a Man") (HBO) - Michael Emerson jako Ben Linus v seriálu Ztraceni (díl: „The Man Behind the Curtain") (ABC) - William Shatner jako Denny Crane v seriálu Bostonská střední (díl: „Son of the Defender") (ABC) - Masi Oka jako Hiro Nakamura v seriálu Hrdinové (díl: „Five Years Gone“) (NBC) - T. R. Knight jako Dr. George O'Malley v seriálu Chirurgové (díl: „Six Days") (AMC) | - Katherine Heiglová jako Dr. Isobel Stevens v seriálu Chirurgové'' (díl: „Time After Time") (ABC) - Lorraine Bracco jako Dr. Jennifer Melfi v seriálu Rodina Sopránů (díl: „The Blue Comet“) (ABC) - Rachel Griffiths jako Sarah Whedon v seriálu Bratři a sestry (díl: „ Bad News“) (ABC) - Sandra Oh jako Cristina Yang v seriálu Chirurgové'' (díl: „From a Whisper to a Scream") (ABC) - Aida Turturro jako Janice Soprano v seriálu Rodina Sopránů (díl: „Soprano Home Movies“) (HBO) - Chandra Wilson jako Miranda Bailey v seriálu Chirurgové (díl: „Oh, the Guilt") (ABC) |
| Nejlepší herec ve vedlejší roli v minisérii nebo televizním filmu | Nejlepší herečka ve vedlejší roli v minisérii nebo televizním filmu |
| - Thomas Haden Church jako Tom Harte v minisérii Prolomená stezka (AMC) - Edward Asner jako Luke Spelman v televizním filmu Vánoční pohlednice (Hallmark Channel) - Joe Mantegna jako Lou Manahan v minisérii Odložená žena (USA) - Aidan Quinn jako Henry L. Dawes v televizním filmu Mé srdce pohřběte u Wounded Knee (HBO) - August Schellenberg jako náčelník Sedící býk v televizním filmu Mé srdce pohřběte u Wounded Knee (HBO) | - Judy Davisová jako Joan McAllister v minisérii Odložená žena (USA) - Toni Collette jako Kathy Graham v televizním filmu Tsunami: Následky (HBO) - Samantha Morton jako Myra Hindley v televizním filmu Longford (HBO) - Anna Paquin jako Elaine Goodale v televizním filmu Mé srdce pohřběte u Wounded Knee (HBO) - Greta Scacchi jako Nola Johns v minisérii Prolomená stezka (AMC) |

#### Režie
| Nejlepší režie komediálního seriálu | Nejlepší režie dramatického seriálu |
| --- | --- |
| - Richard Shepard – Ošklivka Betty (díl: „Pilot“) (ABC) - Scott Ellis – Studio 30 Rock (díl: „The Break-Up“) (NBC) - Julian Farino – Vincentův svět (díl: „One Day in the Valley“) (HBO) - Ricky Gervais, Stephen Merchant – Komparz (díl: „Orlando Bloom“) (HBO) - Ken Kwapis – Kancl (díl: „Gay Witch Hunt“) (NBC) - Will Mackenzie – Scrubs: Doktůrci (díl: „My Musical“) (NBC | - Alan Taylor za Rodina Sopránů (díl: „Kennedy and Heidi“) (AMC) - Félix Enríquez Alcalá – Battlestar Galactica (díl: „Exodus", Part 2“) (Sci Fi) - Jack Bender – Ztraceni (díl: „Through the Looking Glass“) (ABC) - Peter Berg – Světla páteční noci (díl: „Pilot“) (NBC) - Bill D'Elia – Kauzy z Bostonu (díl: „Son of the Defender“) (ABC) - Thomas Schlamme – Studio 60(Episode: "Pilot“) (NBC) - David Semel – Hrdinové (díl: „Genesis“) (NBC) |
| Nejlepší režie zábavného pořadu | Nejlepší režie minisérie, televizního filmu nebo dramatického speciálu |
| - Rob Marshall – Tony Bennett: An American Classic (NBC) - Jim Hoskinson – The Colbert Report (Comedy Central) - Don Roy King – Saturday Night Live (NBC) - Chuck O'Neil – The Daily Show with Jon Stewart (Comedy Central) - Bruce Gowers – American Idol (Fox) | - Philip Martin – Hlavní podezřelý: Poslední případ (PBS) - Walter Hill – Prolomená stezka (AMC) - Bharat Nalluri – Tsunami: Následky (HBO) - Yves Simoneau – Mé srdce pohřběte u Wounded Knee (HBO) - Susanna White – Osudová láska Jany Eyrové (PBS) |
| | |

### Scénář
| Nejlepší scénář pro komediální seriál | Nejlepší scénář pro dramatický seriál |
| --- | --- |
| - Greg Daniels – Kancl (díl: „Gay Witch Hunt") (NBC) - Tina Fey za seriál Studio 30 Rock (díl: „Tracy Does Conan“) (NBC) - Ricky Gervais, Stephen Merchant – Komparz (díl: „Daniel Radcliffe“) (HBO) - Robert Carlock – Studio 30 Rock (díl: „Jack-Tor“) (NBC) - Michael Schur – Kancl (díl: „The Negotiation“) (NBC) | - David Chase – Rodina Sopránů (díl: „Made in America“) (HBO) - David Chase, Matthew Weiner – Rodina Sopránů (díl: „Kennedy and Heidi“) (HBO) - Carlton Cuse, Damon Lindelof – Ztraceni (díl: „Through the Looking Glass“) (ABC) - Ronald D. Moore – Battlestar Galactica (díl: „Occupation" + "Precipice“) (Sci Fi) - Terence Winter – Rodina Sopránů (díl: „The Second Coming“) (HBO) |
| Nejlepší scénář pro zábavný pořad | Nejlepší scénář pro minisérii, televizní film nebo dramatický speciál |
| - Late Night with Conan O'Brien (NBC) - The Daily Show with Jon Stewart (Comedy Central) - The Colbert Report (Comedy Central) - Noční show Davida Lettermana (CBS) - Real Time with Bill Maher (HBO) | - Frank Deasy – Hlavní podezřelý: Poslední případ (PBS) - Alan Geoffrion – Prolomená stezka (AMC) - Daniel Giat – Mé srdce pohřběte u Wounded Knee (HBO) - Josann McGibbon, Sara Parriott – Odložená žena (USA) - Sandy Welch – Osudová láska Jany Eyrové (PBS) |